# Marius Mayrhofer

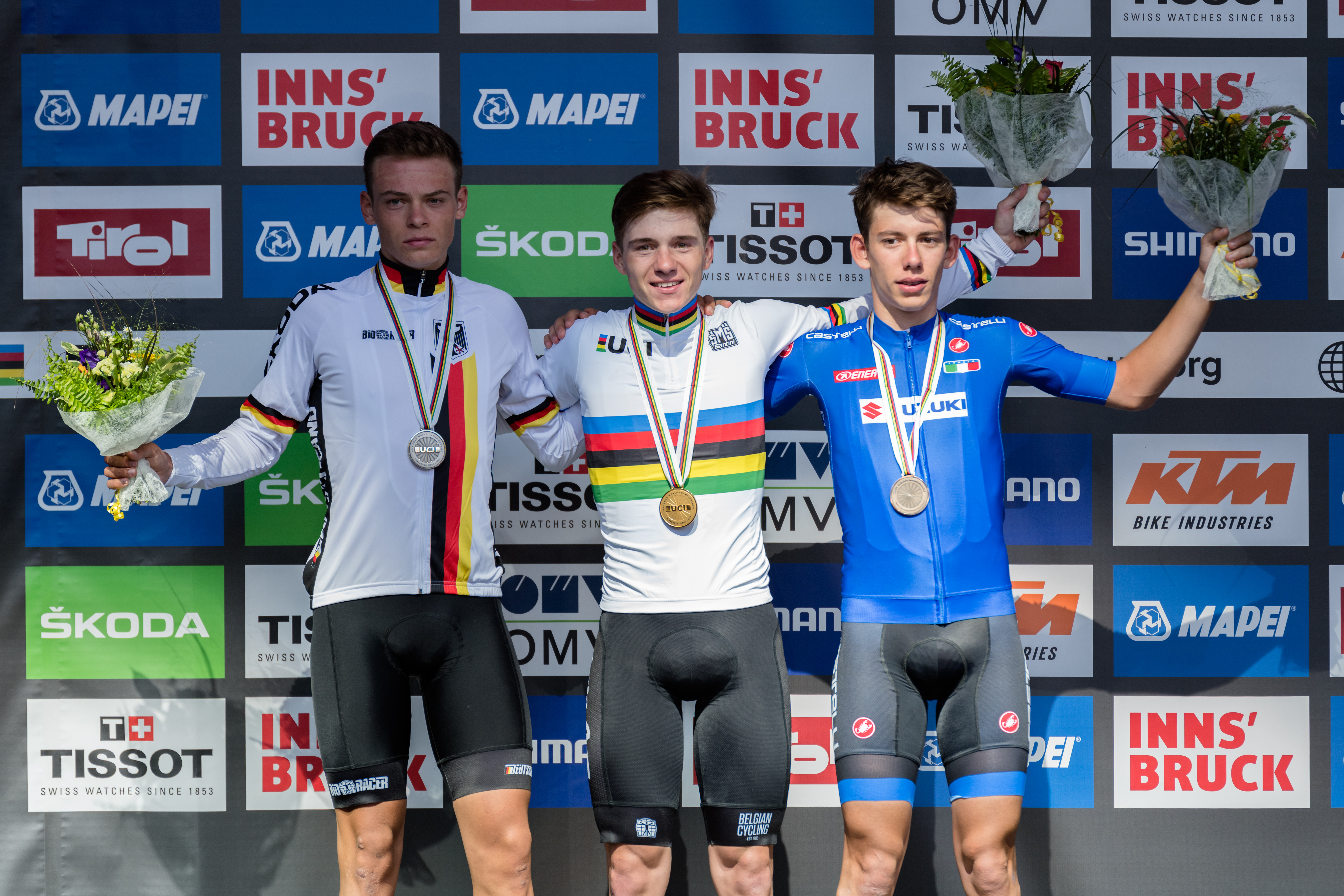
Siegerehrung bei der Straßen-WM 2018 (v. l. n. r.): Mayrhofer, Remco Evenepoel und Alessandro Fancellu

Marius Mayrhofer (* 18. September 2000 in Tübingen) ist ein deutscher Radsportler. Er gilt als Allrounder.

## Sportlicher Werdegang
2017 wurde Marius Mayrhofer deutscher Junioren-Meister im Straßenrennen und gewann eine Etappe der Oberösterreich-Rundfahrt für Junioren. Er startete bei den Straßenradsport-Europameisterschaften 2017 und belegte Platz 34 im Straßenrennen der Junioren, bei den Straßenradsport-Weltmeisterschaften 2017 wurde er 55. Im Jahr darauf entschied er zwei Etappen der Course de la Paix Junior und erneut eine Etappe Oberösterreich-Rundfahrt für sich. Bei den Straßenweltmeisterschaften errang er Silber im Straßenrennen der Junioren, hinter Remco Evenepoel. Es war die einzige Medaille, die Sportler des Bundes Deutscher Radfahrer bei dieser WM erringen konnte. Für 2019 erhielt Mayrhofer einen Vertrag beim Development Team Sunweb.
Im August 2020 belegte Mayrhofer bei den deutschen Meisterschaften auf dem Sachsenring Platz fünf im Straßenrennen der Elite. Sein Vertrag beim Development Team Sunweb wurde um ein weiteres Jahr verlängert.
Zur Saison 2022 wechselte Mayrhofer vom Development Team zum UCI WorldTeam DSM. Nachdem er zu Saisonbeginn die Katalonien-Rundfahrt wegen einer SARS-CoV-2-Infektion aufgeben musste und in der Vorbereitung zurückgeworfen wurde, kehrte er bei Paris–Roubaix in das Renngeschehen zurück. Danach konnte er in den Massensprints der Ungarn-Rundfahrt mehrere vordere Platzierungen erzielen.
Nachdem Mayrhofer 21. der Gesamtwertung des UCI-WorldTour-Rennens Tour Down Under 2023 wurde, gewann er beim folgenden WorldTour-Wettbewerb Cadel Evans Great Ocean Road Race im Sprint des Vorderfelds sein erstes internationales Rennen im Erwachsenenbereich. 2024 wechselte er zum Schweizer Radsportteam Tudor Pro Cycling. Den ersten Sieg für sein neues Team erzielte er mit dem Gewinn der letzten Etappe der Boucles de la Mayenne 2025.

## Privates
Seine zwei Jahre jüngere Schwester Lucy Mayrhofer war bis 2024 ebenfalls als Radsportlerin aktiv und fuhr von 2021 bis 2024 für mehrere UCI Women’s Continental Teams.

## Erfolge
2017
- eine Etappe Oberösterreich-Rundfahrt (Junioren)
- Deutscher Junioren-Meister – Straßenrennen

2018
- Junioren-Weltmeisterschaft – Straßenrennen
- zwei Etappen Course de la Paix Junior
- eine Etappe Oberösterreich-Rundfahrt (Junioren)
- Grand Prix Bob Jungels
- Trofeo comune di Vertova

2023
- Cadel Evans Great Ocean Road Race

2025
- eine Etappe Boucles de la Mayenne

## Wichtige Platzierungen
| Grand Tour            | 2022 | 2023 | 2024 | 2025 |
| --------------------- | ---- | ---- | ---- | ---- |
| Giro d’ItaliaGiro     | –    | 74   | DNF  | –    |
| Tour de FranceTour    | –    | –    | –    | 83   |
| Vuelta a EspañaVuelta | –    | –    | –    |      |

| Monument                 | 2022 | 2023 | 2024 | 2025 |
| ------------------------ | ---- | ---- | ---- | ---- |
| Mailand–Sanremo          | –    | 115  | 111  | –    |
| Flandern-Rundfahrt       | –    | –    | DNF  | DNF  |
| Paris–Roubaix            | DNF  | –    | –    | 18   |
| Lüttich–Bastogne–Lüttich | –    | –    | –    | –    |
| Lombardei-Rundfahrt      | –    | –    | –    |      |